# Green Island (Queensland)
Green Island ist eine Insel im Norden des australischen Bundesstaats Queensland und liegt ca. 27 km östlich von Cairns.

## Geologie und Entstehung
Green Island liegt auf einem 720 ha großen Korallenriff und weist selbst nur eine Größe von 15 ha auf. Sie ist ca. 300 m breit und 650 m lang bei einem Umfang von 1,5 km.

## Geschichte
Die Insel bekam ihren Namen von James Cook, der sie nach dem Astronomen Charles Green benannte.

## Touristische Informationen
Es lässt sich u. a. schnorcheln, tauchen und der tropischer Regenwald auf der Insel besichtigen.
Auch werden Touren ins Outer Great Barrier Reef angeboten.
Mehrere Unternehmen bieten von Cairns Tagestouren auf die Insel an.